# Andy Rourke
Andy Rourke   (Manchester, 17 de gener de 1964 - Nova York, 19 de maig de 2023) va ser un músic anglès conegut per ser el baixista del grup The Smiths.
Rourke coneixia Johnny Marr, el guitarrista de The Smiths, des de l'escola. Es va unir al grup després del seu primer concert el 1982 i va participar en els seus quatre àlbums d'estudi. Després de la separació del grup el 1987, va tocar en els treballs en solitari de Morrissey, va gravar amb Sinéad O'Connor i The Pretenders a principis de la dècada del 1990, i va ser membre des grups Freebass, D.A.R.K. i Blitz Vega.

## Discografia

### The Smith
- The Smiths (1984)
- Meat Is Murder (1985)
- The Queen Is Dead (1986)
- Strangeways, Here We Come (1987)

### Morrissey
Senzills
- "Piccadilly Palare"[3]
- "Interesting Drug"[4]
- "November Spawned a Monster"
- "The Last of the Famous International Playboys"

Àlbums
- Bona Drag (1990)[5]

### FreeBass
Senzills
- "Live Tomorrow You Go Down" – 2010 – 24 Hour Service Station

EP
- Two Worlds Collide – 2010 – 24 Hour Service Station
- You Don't Know This About Me (The Artur Baker Remixes) – 2010 – 24 Hour Service Station
- Fritz von Runte vs Freebass Redesign – 2010 – 24 Hour Service Station
- Two Worlds Collide (The Instrumental Mixes) – 2010 – 24 Hour Service Station

Àlbums
- It's a Beautiful Life – 2010 – 24 Hour Service Station / Essential

### D.A.R.K.
- Science Agrees (2016)[6]

### Sinéad O'Connor
- I Do Not Want What I Haven't Got (1990)[7]

### The Pretenders
- Last of the Independents (1994)[8]

### Ian Brown
- The World Is Yours (2007)[9]